# Уртаки
 Уртаки — царь Элама, правил приблизительно в 675 — 663 годах до н. э. Брат Хумбан-Халташа II. Известен только из ассирийских текстов. Так как о нём ни разу не упоминается в обнаруженных до сих пор эламских источниках, не удаётся точно определить его имя. Возможно, его звали Уртак-Иншушинак.
Сначала поддерживал дружественные отношения с Ассирией. Уже в следующем после вступления на престол 674 году до н. э. он вернул Асархаддону в Вавилон статуи аккадских богов, вывезенные прежними эламскими царями и которые «в течение долгого времени находились пленными в Эламе». По словам Ашшурбанапала, когда Элам постигла засуха, ассирийский царь направил туда из своих личных запасов зерно для голодающих. Кроме того, он дал кров бежавшим от голода эламитам и оказал им всяческую помощь. Эти эламиты жили в Ассирии до тех пор, пока в Эламе не созрел хороший урожай, после чего Ашшурбанапал отпустил их с миром на родину. Однако Уртаки, которого беспокоило усиление Ассирии, не особенно верил в прочность ассиро-эламской дружбы, а, кроме того, не желал отказываться от своих давних притязаний относительно Вавилонии. Так или иначе, но Уртаки нарушил мир.
В 665 году до н. э. в союзе с правителем Гамбулу (одного из самых могущественных арамейских княжеств в Вавилонии) Бел-Икишем и ассирийским наместником в Приморье Набу-шум-эрешем, Уртаки неожиданно ворвался в южные окраины Вавилонии и даже подошёл к самому Вавилону, где стал лагерем. Положение осложнялось тем, что ассирийская армия в это время находилась на западных границах империи. Шамаш-шум-укин послал гонца к брату с просьбой о помощи. Ашшурбанапал двинул войска в Месопотамию. Узнав об этом, Уртаки и мятежные князья сняли осаду Вавилона и начали отступление к границе Элама.
Ассирийцы догнали их на границе и нанесли им поражение. Победа ассирийцев не была решающей и, в принципе, война 665 года не принесла существенных результатов ни той, ни другой стороне, однако в том же году Уртаки и предводители восставших «внезапно» умерли. Видимо, они были устранены с помощью ассирийской секретной службы.
| Новоэламская династия            |                                   |                                    |
| Предшественник: Хумбан-Халташ II | царь Элама ок. 675 — 663 до н. э. | Преемник: Темпти-Хумпан- Иншушинак |